# 黃元申
黃元申（英語：Tony Wong Yuen Sun，1947年11月20日—），香港電影、電視劇演員，於上海出生。

## 背景
1947年11月20日，黄元申出生上海一個書香門第，次年隨父母遷至香港。他年輕時家境清貧，12歲時湾仔鹅颈桥橋底遇高人并拜師學習武藝，練就了一身武功底子，尤其擅长跳跃，能原地跳高到6英尺。他早年在九龍彩虹邨生活，入住之前曾到調景嶺當寄宿生，先入讀鳴遠小學，再在1962年畢業於香港調景嶺中學（小學部），而後分別入讀港澳信義會慕德中學、維新英文書院以及利瑪竇書院。中學畢業之後曾做侍應及售貨員，一次偶然的機會，他弟弟替他報名報考演員。在功夫片《餓虎狂龍》的試鏡中，表現出色，獲得導演高度讚賞，之後片約不斷。而且性情开朗随和，乐于助人，遇人求助义不容辞凡事说“OK”，所以绰号“OK仔”。
1971年，考入藝員訓練班，開始演藝生涯。1972年，初次試鏡功夫片《餓虎狂龍》，獲得導演吳思遠的高度讚賞。
1976年，他正式加入香港無綫電視，在《CID》中飾演李輝豪。同年，在《陸小鳳》中飾演西門吹雪。
1979年，在《貼錯門神》飾演招積仔。同年，在《絕代雙驕》中，演活了古龍筆下亦正亦邪的小魚兒 （江小魚）角色，使他在香港聲名大噪，《絕代雙驕》當時在香港的收視率最高，第一集更榮獲紐約國際電影電視節金牌獎，他成為最受觀眾歡迎的電視小生。
1981年，他由香港無綫電視跳槽至麗的電視（亞洲電視前身）。同年9月，20集的《大俠霍元甲》首播，黃元申飾演主角霍元甲。這是第一部以霍元甲為主角的電視作品，也是香港歷史上第一部引進中国內地的電視連續劇。1983年改名為《霍元甲》首次在廣東電視台播出，繼而在中國各地電視台輪流播放，掀起一陣收視熱潮，黃元申名字蜚聲全中國，成了家喻戶曉的當紅藝人。
1989年，他突然離開妻子及2名子女，在香港大嶼山寶林禪寺出家，削髮為僧，取法號「衍申」。出家後，其妻多次到寺廟找他，他終未相見。之後許多導演仍找他拍片，朋友們亦勸他回歸演藝界，均被拒絕。 
2005年，有傳聞黃元申離開寶蓮禪寺，蓄髮還俗，移居美國過著退隱生活，2007年時女藝人米雪證實了此消息。
至2013年，黃元申與兒子黃吉梁回到內地居住。

## 演出作品

### 電視劇（無綫電視）
- 1976年《CID》飾 李輝豪
- 1976年《家家有本難唸的經之無形界線》飾 申
- 1976年《龍虎豹》
- 1976年《書劍恩仇錄》飾 石雙英
- 1976年《陸小鳳》飾 西門吹雪
- 1976年《逼上梁山》飾 林沖
- 1976年《近代豪俠傳之馬永貞》飾 馬永貞
- 1976年《民間傳奇之蘇武牧羊》
- 1976年《民間傳奇之嫦娥奔月》飾 后羿
- 1976年《狂潮》（第4集）飾 李輝豪
- 1976年《唔駛問阿貴》（第17集）
- 1977年《淡入淡出》（單元劇）
- 1977年《陸小鳳之決戰前後》飾 西門吹雪
- 1977年《C.I.D.II》飾 李輝豪
- 1977年《大報復》飾 馬俊中
- 1977年《無名英雄》飾 孟強
- 1978年《陸小鳳之武當之戰》飾 西門吹雪
- 1978年《小李飛刀》飾 阿飛
- 1978年《魔劍俠情》飾 阿飛
- 1979年《貼錯門神》飾 招積仔
- 1979年《絕代雙驕》飾 江魚/小魚兒
- 1980年《鹽梟》飾 張翱
- 1980年《新C.I.D.》飾 李輝豪
- 1980年《亂世兒女》飾 胡啟中
- 1980年《龍仇鳳血》飾 劉澤
- 1980年《上海灘龍虎鬥》飾 紀先勇

### 電視劇（麗的電視/亞洲電視）
- 1981年《少年黃飛鴻》飾 黃飛鴻
- 1981年《大俠霍元甲》飾 霍元甲
- 1987年《無名英雄》飾 沈家寶
- 1987年《梟雄》飾 無名英雄
- 1988年《滿清十三皇朝》飾 乾隆
- 1988年《張保仔》飾 張保仔
- 1988年《衙門風雲》

### 電視劇（華視）
- 1984年《珠江群龍》飾 李剛
- 1986年《飛花逐月》飾 蕭寒月

### 電影
- 1972年《餓虎狂龍》
- 1972年《蕩寇灘》
- 1973年《猛虎下山》
- 1973年《大小通吃》
- 1974年《天天報喜》
- 1974年《販賣人口》
- 1975年《生龍活虎小英雄》
- 1976年《七百萬元大劫案》
- 1977年《南拳北腿》
- 1977年《黃飛鴻四大弟子》飾 凌雲階
- 1977年《講數》
- 1978年《小李飛刀之多情劍客》
- 1978年《漩渦》飾 方天佑
- 1978年《廣東十虎》
- 1979年《亡命嬌娃》
- 1979年《強中更有強中手》
- 1979年《新貼錯門神》飾 招積仔
- 1979年《着錯草鞋走錯路》
- 1980年《錫晒你》飾 周榮
- 1980年《阿sir劈炮》飾 司徒Sir
- 1982年《大鱷》
- 1984年《反碗底》
- 1984年《傻探兩福星》

### 廣告
- YouTube上的《馬爹利干邑》 (1982年，黃元申、陳欣健、楊群)
- YouTube上的《Martell 金牌馬爹利》 (1982年，楊群、陳欣健、黃元申)

## 歌曲
- 1984年《珠江群龍》電視劇主題曲

## 備註
1. ↑  前香港藝人何寶生、莊文清，也曾在寶林禪寺修行。